# Euptychia rufocincta
Euptychia rufocincta är en fjärilsart som beskrevs av Gustav Weymer 1911. Euptychia rufocincta ingår i släktet Euptychia och familjen praktfjärilar. Inga underarter finns listade i Catalogue of Life.